# Nowra
Nowra est une ville australienne située dans la zone d'administration locale de Shoalhaven, dont elle est le siège, en Nouvelle-Galles du Sud.

## Géographie
Nowra est située sur la rive sud du fleuve Shoalhaven, dans la région de la Côte Sud au sud-est de la Nouvelle-Galles du Sud, à 170 km au sud de Sydney. Elle forme une seule agglomération avec la ville voisine de Bomaderry, sur la rive nord du fleuve.
Elle est établie au centre d'une région agricole prospère avec l'élevage de vaches laitières et la production de bois mais devient de plus en plus une zone de résidence secondaire pour les habitants de Sydney et de Canberra.

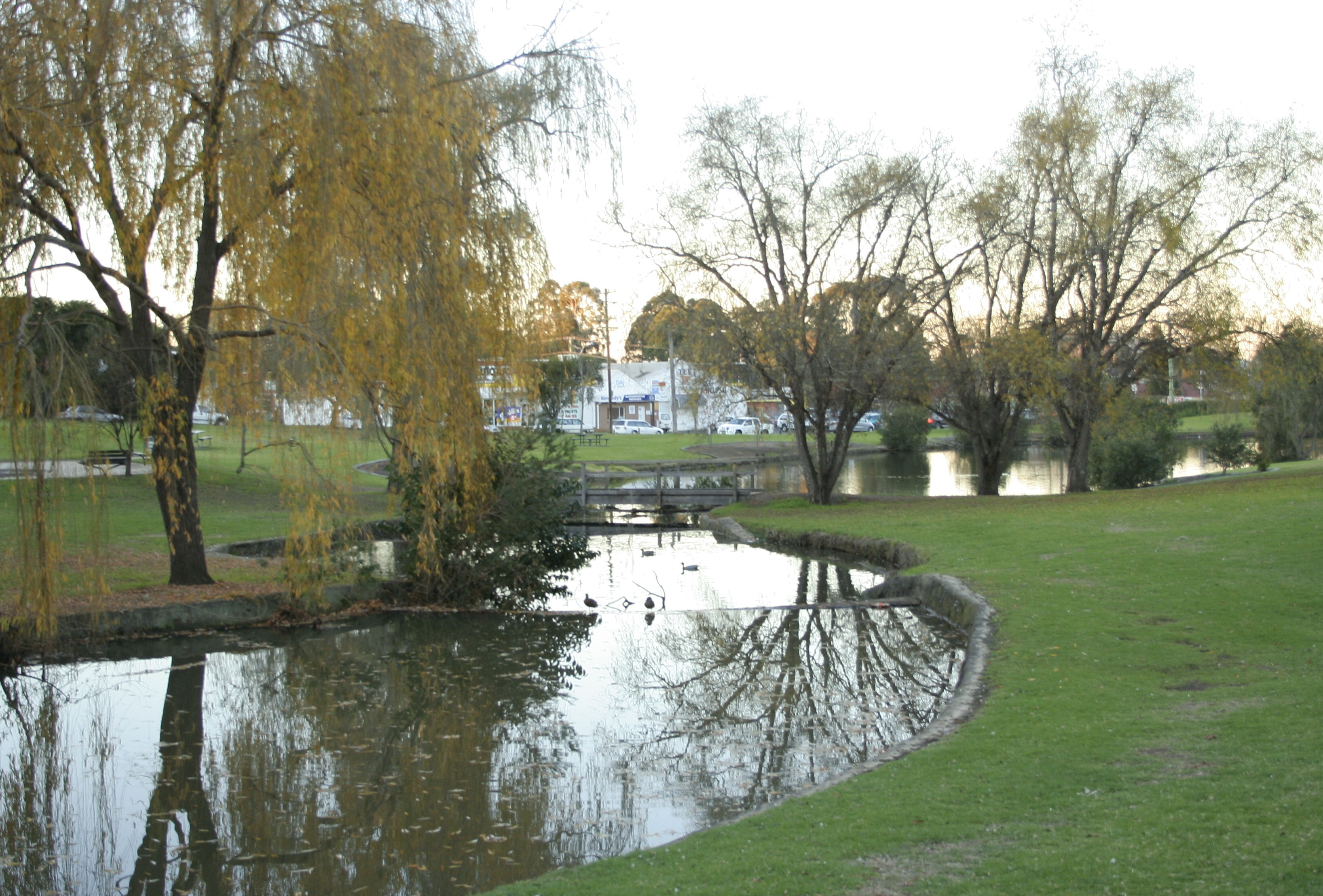
Le parc Marriott.

L'armée possède une base aéronavale, l'HMAS Albatross, située à 10 km au sud.

### Climat
Nowra a un climat subtropical humide tiède (Köppen : Cfa/Cfb) avec des étés modérément chauds et humides et des hivers doux et assez secs. La pluviométrie est modérément élevée : 1 029,3 mm par an, avec 87.0 jours pluvieux (plus d'un millimètre). La température la plus élevée enregistrée est de 45,6 ºC le 21 décembre 2019, tandis que la température la plus basse est de −0,9 ºC le 24 août 2002.
| Mois                                            | jan. | fév.  | mars  | avril | mai  | juin  | jui. | août | sep. | oct. | nov. | déc. | année   |
| ----------------------------------------------- | ---- | ----- | ----- | ----- | ---- | ----- | ---- | ---- | ---- | ---- | ---- | ---- | ------- |
| Température minimale moyenne (°C)               | 16,8 | 16,7  | 15,3  | 12,5  | 9,4  | 7,7   | 6,8  | 6,9  | 8,8  | 10,9 | 13,5 | 14,9 | 11,7    |
| Température maximale moyenne (°C)               | 27,6 | 26,4  | 25,2  | 22,9  | 19,7 | 17    | 16,8 | 18,3 | 21,1 | 23,2 | 24,7 | 26,1 | 22,4    |
| Record de froid (°C)                            | 8,6  | 9,5   | 7,2   | 3,7   | 3    | 1,3   | −0,5 | −0,9 | 2,4  | 2,7  | 5,7  | 7,4  | −0,9    |
| Record de chaleur (°C)                          | 45,4 | 42,8  | 38,6  | 34,6  | 27,4 | 24,1  | 26   | 28   | 36,3 | 37,1 | 41,4 | 45,6 | 45,6    |
| Précipitations (mm)                             | 76,5 | 138,7 | 138,2 | 75,4  | 58,5 | 106,3 | 78,5 | 77,3 | 43,1 | 75,9 | 87,7 | 72,2 | 1 029,3 |
| dont nombre de jours avec précipitations ≥ 1 mm | 8    | 9,1   | 9,5   | 7,1   | 5,5  | 6,8   | 5,7  | 5,7  | 6,2  | 7,3  | 8,2  | 7,9  | 87      |
| Humidité relative (%)                           | 57   | 63    | 59    | 57    | 55   | 56    | 53   | 46   | 47   | 52   | 56   | 55   | 55      |

## Histoire
Le nom de la ville est d'origine aborigène. Les premiers habitants sont issus de la tribu Wandi-Wandandian du peuple Yuin au sud et du peuple Dharawal au nord.
Vers 1824, Mary Reibey (1777-1855), une ancienne prisonnière, est la première à s'établir au bord de la Shoalhaven. Le village, officiellement créé en 1852, se développe et devient une town en 1885 et enfin une ville (city) en 1979.

## Démographie
| 2006  | 2011  | 2016  | 2021  |
| ----- | ----- | ----- | ----- |
| 8 905 | 9 257 | 9 193 | 9 956 |

| 2001   | 2006   | 2011   | 2016   | 2021   |
| ------ | ------ | ------ | ------ | ------ |
| 24 700 | 27 478 | 27 988 | 30 853 | 33 583 |